# Ільчигуловська сільська рада (Учалинський район)
Ільчигу́ловська сільська рада (рос. Ильчигуловский сельский совет) — муніципальне утворення у складі Учалинського району Башкортостану, Росія. Адміністративний центр — присілок Ільчигулово.

## Історія
До складу сільради була включена ліквідована Суюндюковська сільрада (Кучуково, Сулейманово, Суюндюково, Устіново).

## Населення
Населення — 1288 осіб (2019; 1447 в 2013, 1491 в 2012, 1496 в 2010, 1835 в 2002).

## Склад
До складу поселення входять такі населені пункти:
| Населений пункт       | Населення, осіб (2002) | Населення, осіб (2010) |
| --------------------- | ---------------------- | ---------------------- |
| Алтинташ, присілок    | 40                     | 13                     |
| Ільчигулово, присілок | 239                    | 242                    |
| Карімово, присілок    | 335                    | 270                    |
| Кучуково, присілок    | 100                    | 72                     |
| Мулдакаєво, присілок  | 243                    | 253                    |
| Мулдашево, присілок   | 146                    | 81                     |
| Орловка, присілок     | 320                    | 243                    |
| Сулейманово, присілок | 225                    | 179                    |
| Суюндюково, присілок  | 157                    | 117                    |
| Устиново, присілок    | 30                     | 26                     |